# Ionuț Fulea
Ionuț Fulea (n. 17 iulie 1971, Sebeș, județul Alba) este un cunoscut interpret de folclor muzical din Ardeal. S-a făcut remarcat și prin duetele cu Mariana Deac, prezente și pe albumele colective “Top Ardeal”. Se bucură de o apreciere și admirație extraordinară din partea ascultătorilor. Mai jos se află titluri ale câtorva cântece.
- Mărie de la Șugag
- Voi dușmani de-aveți putere
- Dragu-mi-i de tine lele (în duet cu Mariana Deac Pânzariu)
- Mărie” (în duet cu Mariana Deac Pânzariu)
- Rămâi munte sănătos
- Toată lumea are un dor
- De pe plaiuri mărginene
- Cântec de cătănie - piesă de o sensibilitate aparte

## Discografie
- Toata lumea are un dor (1996)
- Iubește-mă mândră dragă (1999)
- La steaua care-a rasarit(1999)
- Nu-i lumina nicari(2000)
- Mandra mea,mandra de la Ciugud(2010)